# Battlefield Earth
Battlefield Earth, titulada en castellano Campo de batalla: La Tierra en España y Batalla final: Tierra en México, es una película estadounidense de ciencia ficción estrenada el 12 de mayo del 2000 en Estados Unidos, el 2 de junio del mismo año en España y el 7 de diciembre del mismo año en Argentina. Protagonizada por John Travolta, Barry Pepper y Forest Whitaker y dirigida por Roger Christian, está basada en la novela homónima de L. Ron Hubbard, fundador de la Iglesia de la Cienciología.
Tras el estreno la película fue candidata a 8 Premios Razzie, obteniendo 7 de ellos, incluyendo a peor película, peor actor y peor director. Actualmente es considerada como la peor película de la década del 2000 por dicha fundación. En 2005 también fue nombrada como la peor película dramática de los 25 primeros años de los Razzie. Según la página web Rotten Tomatoes, en la que se contabilizan críticas cinematográficas, es una de las peores películas de la década, situándose en el puesto 27 de 100.

## Argumento
En el año 3000 ya no hay países ni ciudades y el planeta Tierra se ha convertido en un páramo prácticamente desierto, en donde la especie humana corre grave peligro de extinción. Hace mil años unos alienígenas llamados Psychlo bajaron del cielo y derrotaron a la humanidad en solamente 9 minutos de batalla contra todas las fuerzas defensivas de los países, para establecer una colonia en el planeta Tierra, como han hecho en otros planetas bajo su dominio. 
Los pocos humanos supervivientes son utilizados como esclavos, trabajan extrayendo los recursos minerales del planeta, minerales y oro, incluso mujeres, niños y ancianos. También quedan pequeños grupos de humanos escondidos en las montañas, ajenos a la humanidad esclavizada en la ciudad y viviendo de manera primitiva, viven escapando para evitar ser capturados y convertidos en esclavos, llevados a la ciudad con un domo cubriendo la zona habitada y establecer una atmósfera diferente a la de la naturaleza, donde los esclavos necesitan máscaras para respirar.
Uno de los máximos dirigentes del planeta Tierra es el jefe de seguridad de los Psychlo, Terl (John Travolta), un brillante extraterrestre quien cree estar predestinado a conquistar galaxias, por su entrenamiento y pertenecer a la élite de su raza,  y está molesto de vivir tantos años en el primitivo planeta, espera una visita de inspectores de la empresa minera, conocida como la corporación minera, encargada de controlar las actividades mineras en las colonias de la galaxia, que han caído bajo su control, con una concesión minera del gobierno del planeta de los Psychlo, para ser enviado a otro planeta y ganar más dinero, los inspectores llegan en una máquina tele transportadora con altos ejecutivos de la empresa minera, pero le informan a Terl deberá seguir trabajando en esta colonia por varios años más, entonces él muy molesto por ser considerado no respetado, planea sacar provecho de su estadía en la colonia y acumular bóvedas de oro para su retiro. 
Pero un joven humano llamado Jonnie Goodboy Tyler (Barry Pepper) está a punto de poner en peligro su plan para dominar a los humanos y evitar sigan trabajando como esclavos en las minas de oro. Finalmente el joven rebelde es capturado cuando trataba de escapar, llevado a la ciudad bajo el domo y obligado a trabajar como esclavo en las minas, Terl interviene y le enseña su idioma, con una máquina de inducción de conocimientos, presentada por la imagen de un ser de otro planeta que ha caído bajo su control y entrena para trabajar en las minas de oro, en secreto y ocultando la existencia de una nueva mina de oro encontrada en las montañas, a la empresa minera con derechos exclusivos para explotar minerales en el planeta y así poder acumular una fortuna personal para poder retirarse pronto, necesita del trabajo de los esclavos humanos porque la mina de oro está junto a yacimientos de uranio, esto no les permite acercarse a esa montaña porque ellos son muy sensibles a las emisiones de contaminación radioactiva de uranio. En ellas descubrirá lugares, eventos, cosas extrañas y no sabía existían, su nueva sociedad de trabajo en las minas con Terl le permite conocer la existencia de una civilización en el pasado, con armas abandonadas en una bodega y considera podrían ayudar a enfrentar la invasión del planeta, efectuar un ataque inesperado y liberar a los humanos de su esclavitud.
Tyler descubre la existencia de una bodega con oro, guardada por un gobierno hace muchos años como reserva económica y le entrega esos lingotes de oro a Terl, mientras preparan la rebelión en secreto, sospechando algo extraño pasaba al recibir el oro en lingotes, pero su ambición le nubla la visión y acepta recibir el oro en lingotes, porque una nave espía podía observar el trabajo de los esclavos y su esfuerzo en extraer el oro de las montañas, pero ellos simulaban trabajar cuando la nave pasaba volando sobre las montañas y no le importaba el origen del oro, tenía grabaciones de su ayudante y a la esposa de Tyler, retenida como garantía para seguir adelante con el acuerdo secreto y con un collar explosivo, controlado por un control remoto que él podría activar si es que no cumplen con el acuerdo.
La información obtenida por Tyler le permite encontrar una forma de detener las actividades mineras en el planeta y liberar a la humanidad, destruyendo el domo de la ciudad donde viven los extraterrestres con su colonia minera bien establecida y con seguridad en la superficie del planeta, logrando establecer una atmósfera diferente en su interior, en donde ellos pueden respirar sin necesidad de máscaras de limitada efectividad, la destrucción del domo afectará su capacidad de combate, pero para evitar la llegada de más ejércitos de ocupación con la máquina de tele transportación, para combatir contra los humanos y podrían detener la rebelión humana, conquistar el planeta nuevamente y volver a convertirlos en esclavos, los rebeldes envían un arma nuclear al planeta con la máquina tele transportadora para ser detonada con un activador manual, en una apuesta muy arriesgada, considerando los gases de la atmósfera del extraño planeta son comparables a un combustible muy peligroso, podría provocar un incendio de toda la atmósfera y el planeta explotará, eliminando a toda la civilización de los Psychlo.

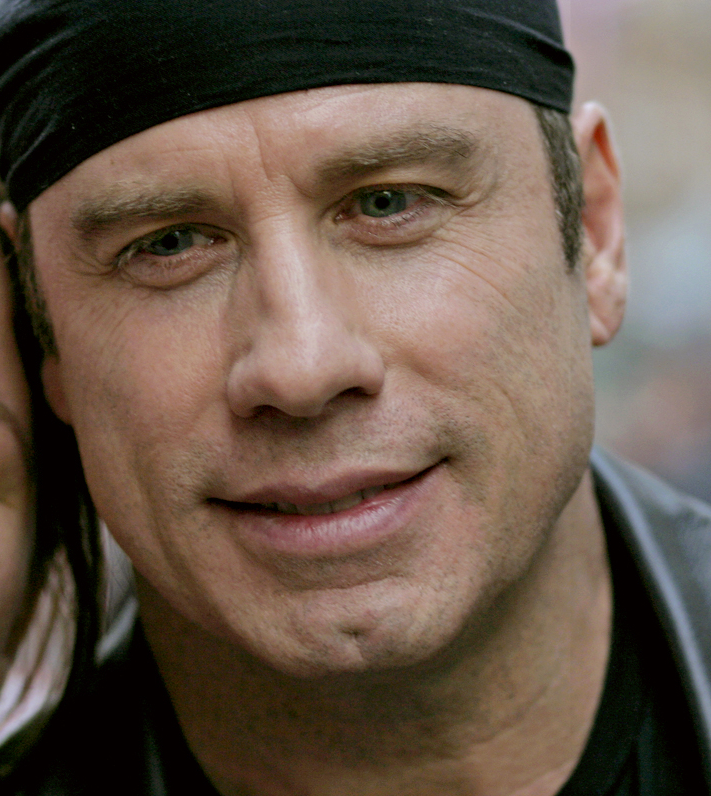
John Travolta interpreta a Terl.

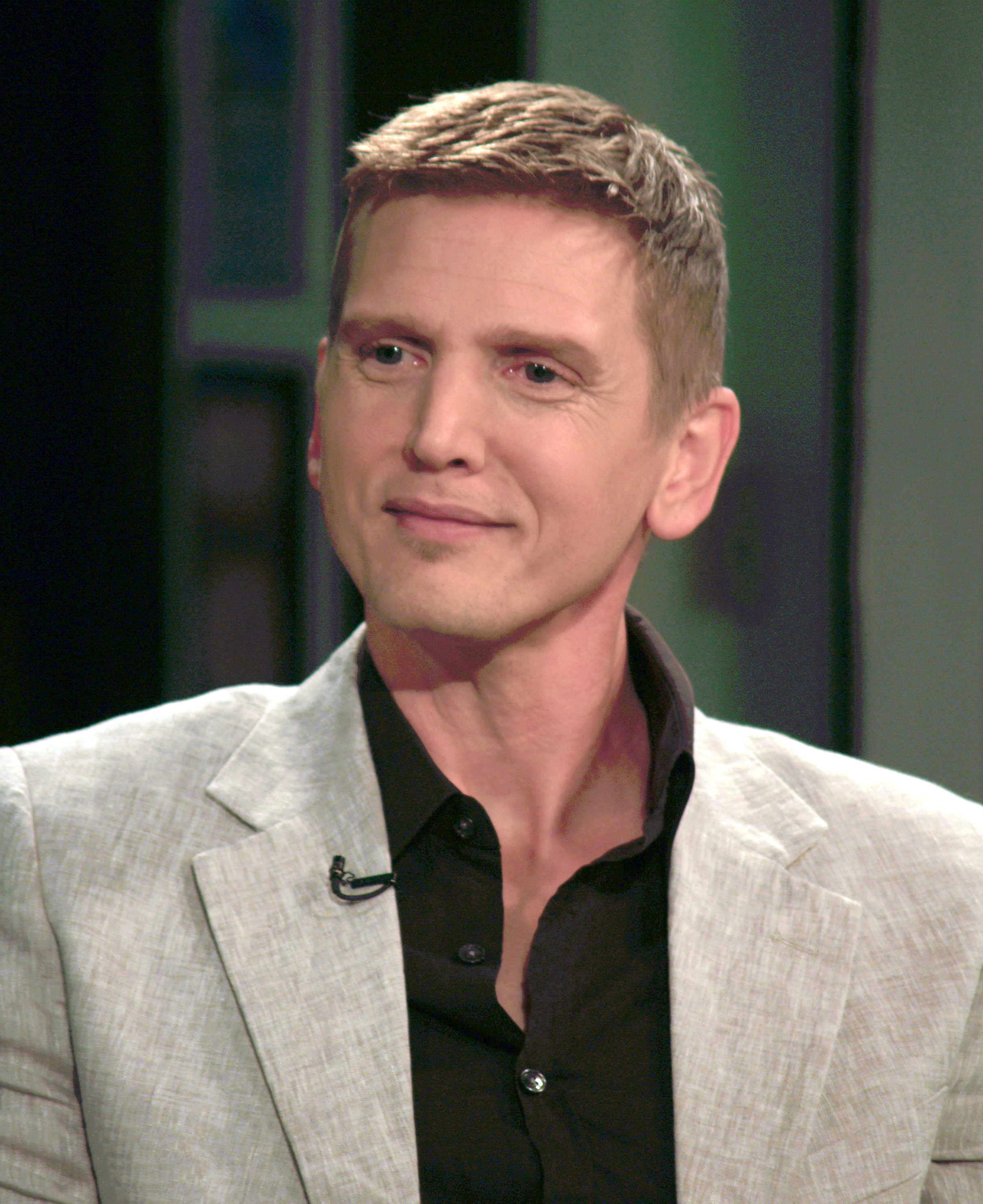
Barry Pepper interpreta a Jonnie Goodboy Tyler.

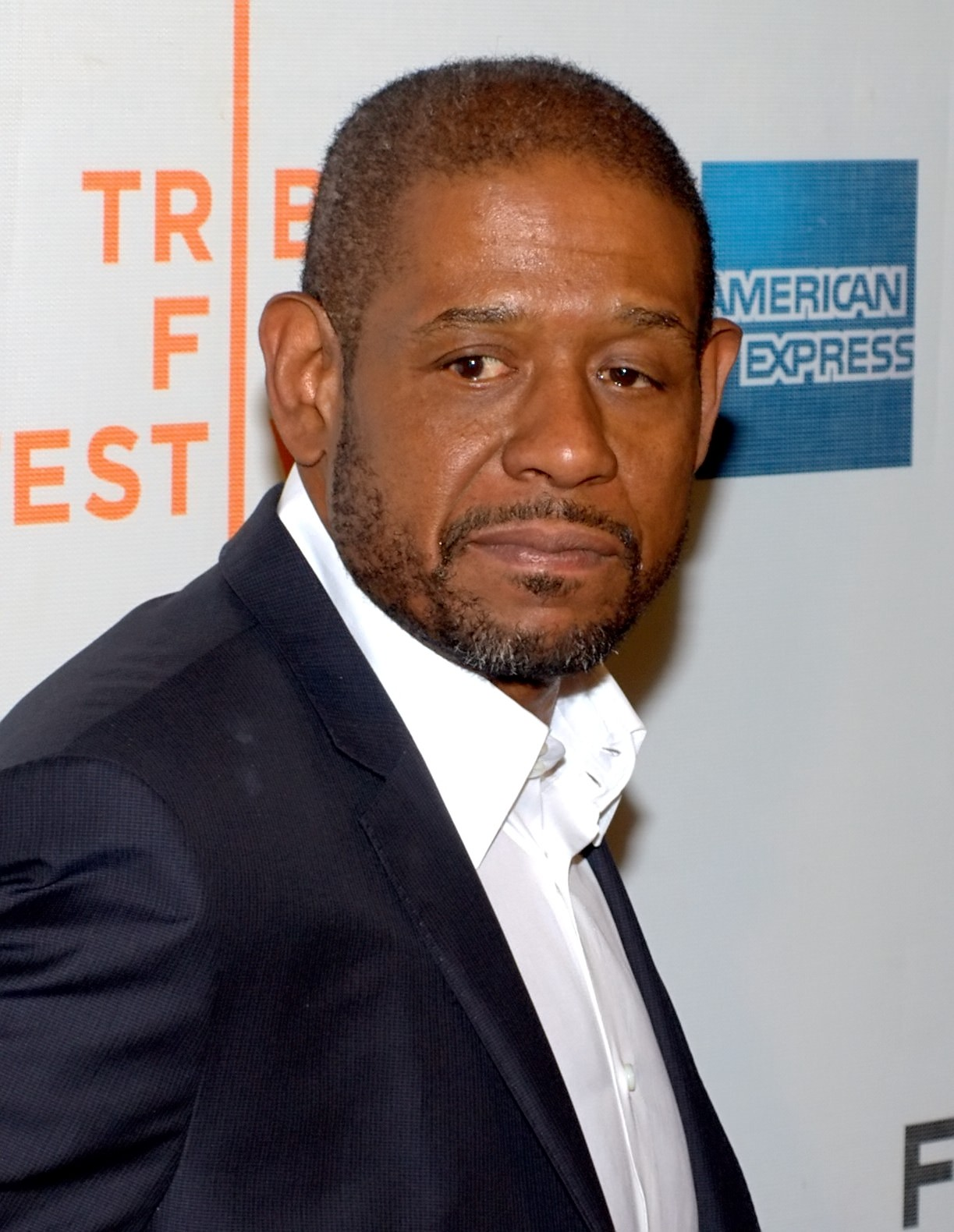
Forest Whitaker interpreta a Ker.

## Reparto
- John Travolta como Terl
- Barry Pepper como Jonnie Goodboy Tyler
- Forest Whitaker como Ker
- Kim Coates como Carlo

## Producción
La película se rodó entre el 5 de julio y el 25 de septiembre de 1999 en diversas localizaciones de Estados Unidos y Canadá. Exceptuando la ciudad de Los Ángeles (California), la mayoría del metraje fue rodado en poblaciones de Canadá, como Montreal, Saint Hilaire, Saint David de Falardeau y St. Vincent de Paul Prison, todas ellas en la provincia canadiense de Quebec. Cuando el libro fue escrito por L. Ron Hubbard, John Travolta quería hacer la película interpretando al joven héroe Jonnie Goodboy Tyler, aunque no encontró inversores que respaldaran el proyecto. Finalmente la producción se llevó a cabo, pero Travolta ya era demasiado mayor para interpretar a Jonnie Goodboy Tyler, por lo que finalmente dio vida a Terl.
La cinta sólo abarca la primera mitad del libro de L. Ron Hubbard, por lo que se pensó en producir una secuela cuya trama se centrara en la segunda parte de dicho libro. El proyecto no se llevó a cabo por la mala reacción por parte del público y la crítica cinematográfica. La primera versión del guion de J. D. Shapiro era mucho más flexible que la novela original. Pero los productores, entre ellos Travolta, querían una versión más fiel del libro y más escenas de acción, por lo que contrataron a Corey Mandell, que entregó una versión mucho más acorde con sus deseos. Según su contrato, John Travolta recibiría una cantidad mucho menor (en torno a 10 millones de dólares menos) por protagonizar la película, aunque el actor recibiría incentivos por valor de 15 millones si la película cumplía con las expectativas en la taquilla de Estados Unidos. Sin embargo, el film no cumplió con lo esperado.

### Después del estreno
Años después del estreno Barry Pepper dijo en una entrevista con Movieline Magazine que John Travolta consideró que los alimentos que se servían en el set de rodaje no eran suficientemente buenos, por lo que decidió llamar a su chef personal y llevarlo hasta donde se estaba filmando la película, con el fin de que alimentara a todo el equipo. Forest Whitaker, por su parte, dijo arrepentirse de haber participado en la película. Pese a que fue estrenada en el año 2000, en los Premios Razzie de 2005 la película resultó "ganadora" como la peor película dramática de los 25 años de los premios Razzie. Asimismo, en 2010 Battlefield Earth fue nuevamente "galardonada" como la peor película de la década y John Travolta fue candidato a peor actor de la década, además de por sus interpretaciones en Lucky Numbers (2000), Domestic Disturbance (2001), Swordfish (2001) y Old Dogs (2009).
El inversor, Intertainment, demandó a los productores de Franchise Pictures por fraude. Franchise Pictures había declarado que el presupuesto de la película fue de 75 millones de dólares, en lugar de los 44 millones que se invirtieron realmente. Finalmente la productora fue condenada a pagar la suma de 121,7 millones de dólares por los daños causados, cuyo pago llevó a la quiebra a la empresa. Por su parte Intertainment sólo financió la película porque venía como un paquete acordado previamente, junto con The Art of War (2000) y The Whole Nine Yards (2000).

## Recepción

### Respuesta crítica
Según el sitio web especializado Rotten Tomatoes, Battlefield Earth obtuvo un 2% de comentarios positivos, llegando a la siguiente conclusión: «Horrible, cursi y mal interpretada, Battlefield Earth es una impresionantemente equivocada y agresiva mala película de ciencia ficción». El crítico Steven Rosen señaló que «si no la ves, sobrevivirás». Roger Ebert escribió para el Chicago Sun Times que «Battlefield Earth es como un viaje en autobús teniendo al lado alguien que necesita urgentemente una ducha. No sólo es mala, sino que además es desagradable». En el sitio web Metacritic obtuvo críticas negativas, con un 9% basado en 33 comentarios, de los que ninguno es positivo.

### Taquilla
Battlefield Earth se estrenó en 3.307 salas estadounidenses con una media por cine de 3.492 dólares, alcanzando la segunda posición y los 11 millones de recaudación (el 53.8% de su cifra final), por delante de U-571 y por detrás de Gladiator. Recaudó en Estados Unidos 21 millones. Sumando las recaudaciones internacionales, la cifra ascendía a 29 millones. El presupuesto estimado invertido en la producción varía entre los 44 y los 73 millones, dependiendo de la fuente. La película se convirtió en un desastre a nivel económico, perdiendo 66,5 millones de euros (sobre la base de la inflación actual).

### Battlefield Earthen los Premios Razzie
La película está dentro de las diez peores películas de la historia en el libro escrito por John Wilson, fundador de los Premios Razzie. Hasta el momento en que Sé quién me mató (2007) ganó 8 premios Razzie en el mismo año, Battlefield Earth compartía con Showgirls (1995) el mayor número de Razzies ganados en un mismo año, con siete.

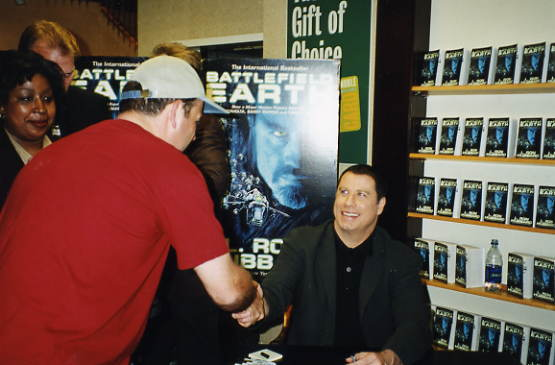
John Travolta firmando ejemplares del libro en el que se basa la película, en Nueva York.

Premios Razzie
| Año  | Categoría                                  | Persona(s)                                                 | Resultado |
| ---- | ------------------------------------------ | ---------------------------------------------------------- | --------- |
| 2001 | Peor película                              | Peor película                                              | Ganadora  |
| 2001 | Peor director                              | Roger Christian                                            | Ganador   |
| 2001 | Peor actor                                 | John Travolta                                              | Ganador   |
| 2001 | Peor pareja                                | John Travolta con cualquiera que comparta pantalla con él. | Ganador   |
| 2001 | Peor guion                                 | Corey Mandell J. D. Shapiro                                | Ganadores |
| 2001 | Peor actor secundario                      | Barry Pepper                                               | Ganador   |
| 2001 | Peor actor secundario                      | Forest Whitaker                                            | Candidato |
| 2001 | Peor actriz secundaria                     | Kelly Preston                                              | Ganadora  |
| 2005 | Peor película de nuestros primeros 25 años | Peor película de nuestros primeros 25 años                 | Ganadora  |
| 2010 | Peor película de la década                 | Peor película de la década                                 | Ganadora  |